# Uğur İnceman
Uğur İnceman (Aquisgrana, 25 maggio 1981) è un allenatore di calcio ed ex calciatore turco, di ruolo centrocampista, commissario tecnico della nazionale Under-17 turca.

## Biografia
Nato a Aquisgrana in Germania, ma è di origini turche.

## Caratteristiche tecniche
Interno di centrocampo, può giocare anche come mediano.

## Palmarès

### Club

#### Competizioni nazionali
- Campionato turco: 1

Beşiktaş: 2008-2009
- Coppa di Turchia: 1

Beşiktaş: 2008-2009